# Jacobine Veenhoven
Jacobine Liduina Veenhoven (Laren, 30 de enero de 1984) es una deportista neerlandesa que compitió en remo.
Participó en los Juegos Olímpicos de Londres 2012, obteniendo una medalla de bronce en la prueba de ocho con timonel. Ganó una medalla de bronce en el Campeonato Mundial de Remo de 2009, en la misma prueba.

## Palmarés internacional
| Juegos Olímpicos   | Juegos Olímpicos      | Juegos Olímpicos  | Juegos Olímpicos |
| Año                | Lugar                 | Medalla           | Prueba           |
| ------------------ | --------------------- | ----------------- | ---------------- |
| 2012               | Londres (Reino Unido) | Medalla de bronce | Ocho con timonel |
| Campeonato Mundial |                       |                   |                  |
| Año                | Lugar                 | Medalla           | Prueba           |
| 2009               | Poznań (Polonia)      | Medalla de bronce | Ocho con timonel |